# Giro del Capo
Der Giro del Capo ist ein ehemaliges südafrikanisches Straßenradrennen.
Der Giro del Capo war ein Etappenrennen, das jährlich im März ausgetragen wurde. Er war Teil der UCI Africa Tour und in die Kategorie 2.2 eingestuft. Das Rennen wurde zum ersten Mal 1996 ausgetragen. Rekordsieger war der Südafrikaner David George mit drei Siegen, die er nacheinander feierte.
2011 musste das Rennen wegen finanzieller Probleme abgesagt werden und wurde anschließend nicht mehr ausgetragen.

## Siegerliste
| - 1996 Scott Mercier - 1997 Andrew McLean - 1998 Timothy Jones - 1999 Davy Dubbeldam - 2000 Nicholas White | - 2001 Piotr Chmielewski - 2002 David George - 2003 David George - 2004 David George - 2005 Tiaan Kannemeyer | - 2006 Peter Velits - 2007 Alexander Jefimkin - 2008 Christian Pfannberger - 2009 Austragung als 4 Einzelrennen; keine Gesamtwertung - 2010 David George |